# Objet circumbinaire

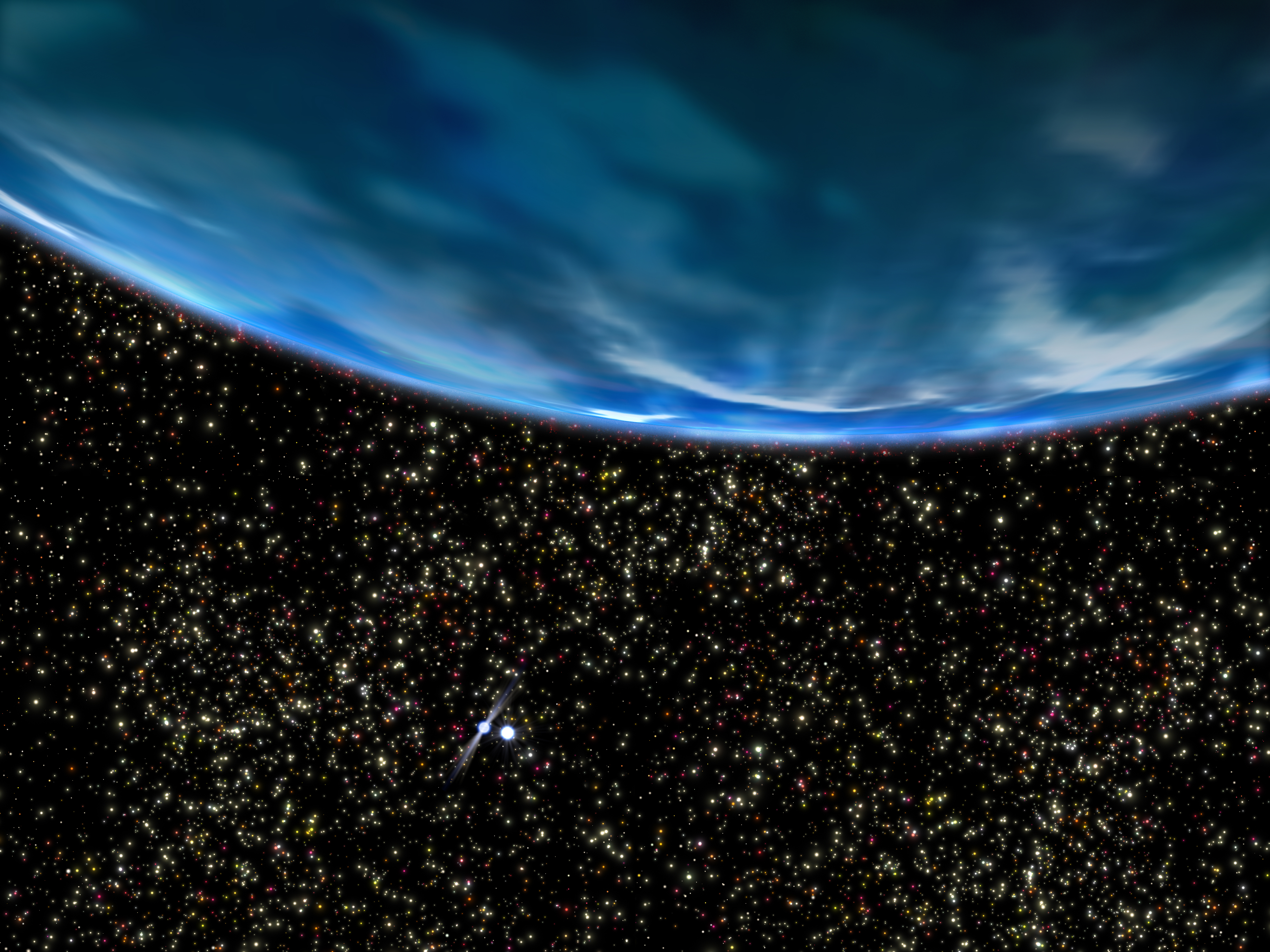
Vue d'artiste de la planète circumbinaire PSR B1620-26 b

En astronomie, un objet circumbinaire est un astre en orbite autour d'une étoile binaire. L'orbite d'un tel objet est dite de type P.
Un astre en orbite autour de la composante primaire (respectivement secondaire) d'un système binaire est un objet circumprimaire (resp. circumsecondaire).

## Découverte
Le premier système planétaire circumbinaire confirmé a été détecté en 1993 autour du pulsar binaire constitué du pulsar milliseconde PSR B1620-26 et de la naine blanche WD B1620-26 situé à 12 400 années-lumière (3,8 kpc) de la Terre dans l'amas globulaire M4 de la constellation du Scorpion. Ce troisième corps, PSR B1620-26 b, a été caractérisé comme planète après cinq années d'observations et ses paramètres orbitaux ont été précisés dix ans plus tard.
La première planète extrasolaire circumbinaire autour d'une étoile de la séquence principale a été trouvé en 2005 dans le système HD 202206 : une planète de la taille de Jupiter en orbite autour d'un système composé d'une étoile semblable au Soleil et d'une naine brune.
De plus, une analyse dynamique du système montre l'existence d'une résonance 5:1 entre la période orbitale de la planète et celle de la naine brune.
Ces observations soulèvent la question de savoir comment ce système a été formé, mais des simulations numériques montrent qu'une planète formée dans un disque circumbinaire peut migrer vers l'intérieur du système jusqu'à ce qu'elle soit capturée en résonance.
L'étoile binaire à éclipses HW Virginis, située à 590 ± 65 années-lumière (181 ± 20 pc) de la Terre dans la constellation de la Vierge, possède un système planétaire circumbinaire constitué de deux exoplanètes en orbite autour d'une naine rouge et d'une étoile sous-naine de type spectral B orbitant elles-mêmes l'une autour de l'autre en 0,116 795 jour.
Une quatrième exoplanète circumbinaire a été détectée en 2010 autour de l'étoile binaire à éclipses DP Leonis, située à 1 300 années-lumière (400 pc) dans la constellation du Lion et formée d'une naine rouge et d'une naine blanche orbitant très près l'une de l'autre en 1,5 h environ. L'objet serait une exoplanète d'environ six masses joviennes orbitant en près de 24 ans à 8,6 au du barycentre de l'étoile binaire.
L'une des détections les plus médiatisées revient à Kepler-16b, surnommée « Tatooine » par la presse, découverte en été 2011 autour d'une binaire à éclipses constituée d'une naine rouge et d'une naine orange située à environ 200 années-lumière dans la constellation du Cygne. Il s'agit d'une géante gazeuse d'un tiers de masse jovienne et de trois quarts de rayon jovien orbitant en sept mois et demi à 0,70 au du barycentre de son système planétaire.
L'existence d'au moins une autre planète circumbinaire avait été proposée avant d'être invalidée, par exemple pour rendre compte des propriétés d'un effet de microlentille gravitationnelle observé en juillet 1997 dans la constellation du Sagittaire entre une étoile géante ou sous-géante de type spectral K distante d'environ 26 000 années-lumière (8 kpc) de la Terre et une étoile binaire constituée de deux naines rouges distantes d'environ 10 000 années-lumière (3 kpc) de la Terre et formant le MACHO 97-BLG-41. Une première analyse avait décrit ce dernier comme formé de deux naines rouges du bulbe galactique ayant une masse totale d'environ 0,8 masse solaire avec une exoplanète circumbinaire de trois masses joviennes orbitant à environ sept unités astronomiques ; une seconde analyse a invalidé ce modèle au profit d'une étoile binaire du disque galactique dont les deux composantes cumulent une masse de 0,3 masse solaire et orbitent l'une autour de l'autre en 1,5 an à une distance de 0,9 au.

## Liste des planètes circumbinaires
| Étoile       | Planète | Masse mini (MJ) | Demi-grand axe (au) | Période orbitale (a) | Découverte |
| ------------ | ------- | --------------- | ------------------- | -------------------- | ---------- |
| PSR B1620-26 | b       | 2,5             | 23                  | 100                  | 2003       |
| HD 202206    | c       | 2,44            | 2,55                | 3,79                 | 2005       |
| HW Vir       | b       | 19,23 ± 0,24    | 5,30 ± 0,23         | 15,84 ± 0,14         | 2008       |
| HW Vir       | c       | 8,47 ± 0,42     | 3,62 ± 0,52         | 9,08 ± 0,22          | 2008       |
| DP Leo       | b       | 6,28 ± 0,58     | 8,6                 | 23,8                 | 2009       |
| NN Serpentis | c       | 6,91 ± 0,54     | 0,7048 ± 0,001      | 5,38 ± 0,20          | 2010       |
| NN Serpentis | d       | 2,28 ± 0,38     | 3,39 ± 0,10         | 7,75 ± 0,35          | 2010       |
| Kepler-16    | b       | 0,333 ± 0,016   | 0,7048 ± 0,001      | 0,6266 ± 0,0001      | 2011       |
| Kepler-34    | b       | 0,220 ± 0,0011  | 1,0896 ± 0,0009     | 288,822 ± 0,081      | 2012       |
| Kepler-35    | b       | 0,127 ± 0,02    | 0,603 ± 0,001       | 131,5 ± 0,1          | 2012       |
| TOI 1338     | b       | 0,1             | 0,4491              |                      | 2019       |

| Étoile    | Planète | Masse mini (MJ) | Demi-grand axe (au) | Période orbitale (a) | Découverte |
| --------- | ------- | --------------- | ------------------- | -------------------- | ---------- |
| 97-BLG-41 | b       | ~3              | ~7                  | ?                    | 1999       |